# Boris Pahor
Boris Pahor (Trst, 26. kolovoza 1913. – Trst, 30. svibnja 2022.) bio je slovenski romanopisac. Najpoznatiji je po svojim iskrenim opisima života pripadnika slovenske manjine prije Drugoga svjetskoga rata. Njegov roman »Nekropola«, jedan od najboljih i najvažnijih romana o užasu holokausta i logorâ smrti, uz romane Imrea Kertésza i Prima Levija.
Preživio je nacistički koncentracijski logor. U svom romanu »Nekropola« posjećuje kamp Natzweiler-Struthof dvadeset godina nakon preseljenja u Dachau. Nakon Dachaua, preseljen je još tri puta: u Mittelbau-Dora, Harzungen i konačno u Bergen-Belsen koji je oslobođen 15. travnja 1945. godine.
Njegov uspjeh nije bio trenutni; otvoreno izražavajući svoje neodobravanje komunizma u Jugoslaviji, nije bio priznat, sve dok Slovenija nije stekla neovisnost 1991. godine. Tek je 2013. godine njegov roman prvi put preveden na engleski jezik. Njegov roman »Nekropola« preveden je i na nekoliko drugih europskih jezika uključujući hrvatski jezik. 
Pahor je istaknuta javna osoba slovenske manjine u Italiji, koja je bila pogođena fašističkom talijanizacijom. Iako član slovenskih partizana, suprotstavio se i titoističkom komunizmu. 
Austrijska vlada nagradila ga je Legijom časti i Križem časti za znanost i umjetnost, a nominiran je za Nobelovu nagradu za književnost prijedlogom Slovenske akademije znanosti i umjetnosti.
Odbio je titulu počasnog građanina Ljubljane, jer je smatrao da slovenska manjina u Italiji nije podržana onako, kako bi trebala biti od strane slovenske političke elite. Pahor je bio oženjen spisateljicom Radoslavom Premrl (1921. – 2009.) i u dobi od 99 godina, napisao joj je knjigu koju joj je posvetio. Pored slovenskog i talijanskog tečno govori francuski jezik.  Nakon smrti Marca Feingolda 19. rujna 2019. godine, postao je najstariji živi preživjeli logoraš holokausta.